# Luke Charteris
Luke Caley Charteris (Camborne, 9 marzo 1983) è un ex rugbista a 15 e allenatore di rugby a 15 britannico, di ruolo seconda linea, vanta 74 presenze a livello internazionale con il Galles. Dal 2019 è il tecnico della rimessa laterale per la squadra inglese del Bath Rugby in English Premiership.

## Biografia
Formatosi nelle giovanili del Newport, nel 2003 Charteris iniziò a giocare in Celtic League con la stessa franchigia gallese. L'anno seguente, il 6 novembre, fece il suo debutto internazionale con il Galles nella partita casalinga persa 38-36 contro il Sudafrica.
Luke Charteris raggiunse con il Newport la semifinale di European Challenge Cup 2006–07 dove i gallesi vennero sconfitti 46-29 dai futuri campioni del Clermont. Venne convocato per disputare la Coppa del Mondo di rugby 2011 giocando in tutte e sette le partite disputate dal Galles; in quella edizione la nazionale gallese, sconfitta 21-18 dall'Australia, si piazzò al quarto posto.
L'anno dopo, nel 2012, si trasferì in Francia per giocare con il Perpignan; dopo due stagioni, culminate con la retrocessione del Perpignan nel Pro D2, Charteris firmò un nuovo contratto con il Racing 92. In seguito il C.T. Warren Gatland lo incluse nella rappresentativa gallese impegnata nella Coppa del Mondo di rugby 2015.

## Palmarès
- Campionati francesi: 1
Racing Métro 92: 2015-16